# Jan Bos
Jan Bos (ur. 29 marca 1975 roku w Hierden) – holenderski łyżwiarz szybki i kolarz torowy, dwukrotny medalista olimpijski i wielokrotny medalista mistrzostw świata.

## Kariera
Pierwszy medal w karierze Jan Bos zdobył w 1994 roku, kiedy zwyciężył wieloboju podczas mistrzostw świata juniorów w Berlinie. Trzy lata później wystartował na mistrzostwach świata na dystansach w Warszawie, zdobywając srebrny medal w biegu na 1000 m, w którym wyprzedził go tylko Norweg Ådne Søndrål. Wynik ten powtórzył na mistrzostwach świata w Nagano w 2000 roku i rozgrywanych pięć lat później mistrzostwach w Inzell, a podczas mistrzostw świata w Heerenveen zdobył złoto. Na MŚ w Nagano w 2000 roku zdobył też brązowy medal na dystansie 1500 m. W 1998 roku zwyciężył na mistrzostwach świata w wieloboju sprinterskim w Berlinie. W tej samej konkurencji zdobył jeszcze srebrny medal rok później, podczas mistrzostw w Calgary oraz brązowy na mistrzostwach w Heerenveen w 2006 roku.
W 1998 roku wziął też udział w igrzyskach olimpijskich w Nagano, zdobywając srebrny medal na 1000 m. W zawodach tych wyprzedził go jedynie jego rodak Ids Postma, a trzecie miejsce zajął Japończyk Hiroyasu Shimizu. Sukces ten powtórzył na rozgrywanych cztery lata później igrzyskach w Salt Lake City, gdzie lepszy był inny Holender Gerard van Velde, a trzecie miejsce na podium zajął Joey Cheek z USA. Bos wystąpił także na igrzyskach w Turynie w 2006 roku i igrzyskach w Vancouver w 2010 roku, ale nie przywiózł z nich medalu. Jako kolarz brał udział w letnich igrzyskach w Atenach w 2004 roku, gdzie wspólnie z bratem Theo oraz Teunem Mulderem zajął szóste miejsce w sprincie drużynowym.
Wielokrotnie stawał na podium zawodów Pucharu Świata, odnosząc przy tym szesnaście zwycięstw. W sezonach 1997/1998, 1998/1999 i 2001/2002 był drugi, a w sezonach 1999/2000, 2002/2003 i 2007/2008 trzeci w klasyfikacji końcowej na 1000 m.
Dwa razy bił rekordy świata.

### Mistrzostwa świata
- Mistrzostwa świata w wieloboju sprinterskim
  - złoto – 1998
  - srebro – 1999
  - brąz – 2006